# Bardhosh
Bardhosh (albanisch auch Bardhoshi, seltener auch Nënte Jugoviqët, serbisch Девет Југовића Devet Jugovića) ist ein Dorf im Kosovo, das zur Gemeinde Pristina gehört.

## Geographie
Bardhosh liegt im Amselfeld, zwei Kilometer nördlich der Hauptstadt Pristina am Fuße des sich östlich erhebenden Hochlandes Gollak. Benachbarte Ortschaften sind im Norden Truda, im Südosten Bërnica e Epërme und im Südwesten Bërnica e Poshtme.

## Geschichte
In Bardhosh gibt es eine neolithische archäologische Fundstätte.
Die heutige Ortschaft ist eine Neugründung serbischer Kolonisten aus dem Jahre 1921. Bis 1930 siedelten sich hier rund 42 solcher Familien aus der Lika, der Herzegowina, Montenegro und Serbien an.

## Bevölkerung
Von den 2229 Einwohnern (Volkszählung 2011) bezeichneten sich 2227 (99,91 %) als Albaner, zwei Personen gaben eine andere Ethnie an.
| Volkszählung | 1948 | 1953 | 1961 | 1971 | 1981 | 1991 | 2011 |
| ------------ | ---- | ---- | ---- | ---- | ---- | ---- | ---- |
| Einwohner    | 463  | 483  | 487  | 409  | 553  | 521  | 2229 |

## Infrastruktur
Bardhosh besitzt ein 2016 neu erbautes Gymnasium, das nach dem bekannten albanischen Schriftsteller Andon Zako Çajupi benannt ist. Zudem besitzt Bardhosh noch eine Moschee und ein Postamt.

### Verkehr

#### Straßenverkehr
Bardhosh liegt auf der M-25, in der Nähe befindet sich der Anfang beziehungsweise das Ende der Autostrada R 7.

#### Busverkehr

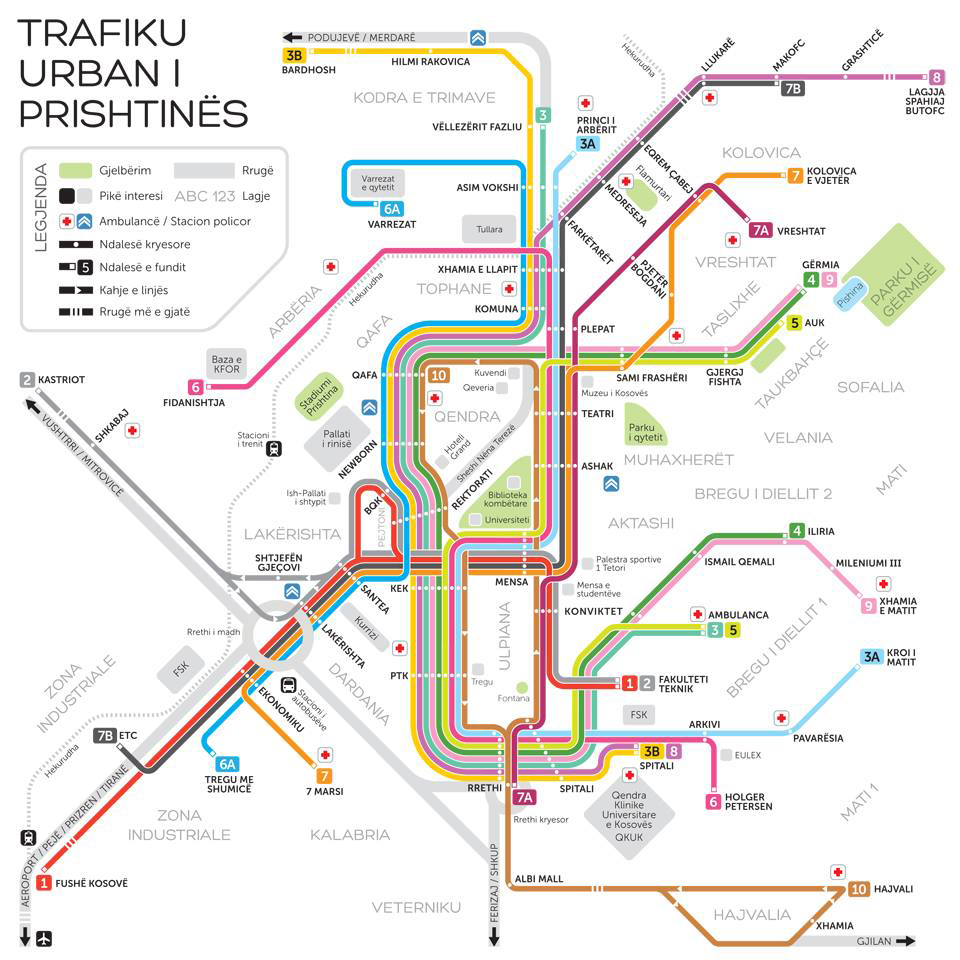
Busnetz der Hauptstadt Pristina

In Bardhosh halten Stadtbusse der Linie 3b an und fahren in Richtung Pristina.
| Buslinie | Start                                         | Ende     |
| -------- | --------------------------------------------- | -------- |
| 3b       | Spitali (Qendra Klinike Universite e Kosovës) | Bardhosh |

#### Eisenbahn
Die Zugstrecke, die von Trainkos betrieben wird, von Skopje über die Städte Ferizaj und Pristina Richtung Mitrovica verläuft ebenfalls durch Bardhosh, das Dorf hat jedoch keinen Bahnhof.